# Dielocroce meadewaldoi
Dielocroce meadewaldoi är en insektsart som först beskrevs av Navás 1911.  Dielocroce meadewaldoi ingår i släktet Dielocroce och familjen Nemopteridae. Inga underarter finns listade i Catalogue of Life.